# Casa del Anciano

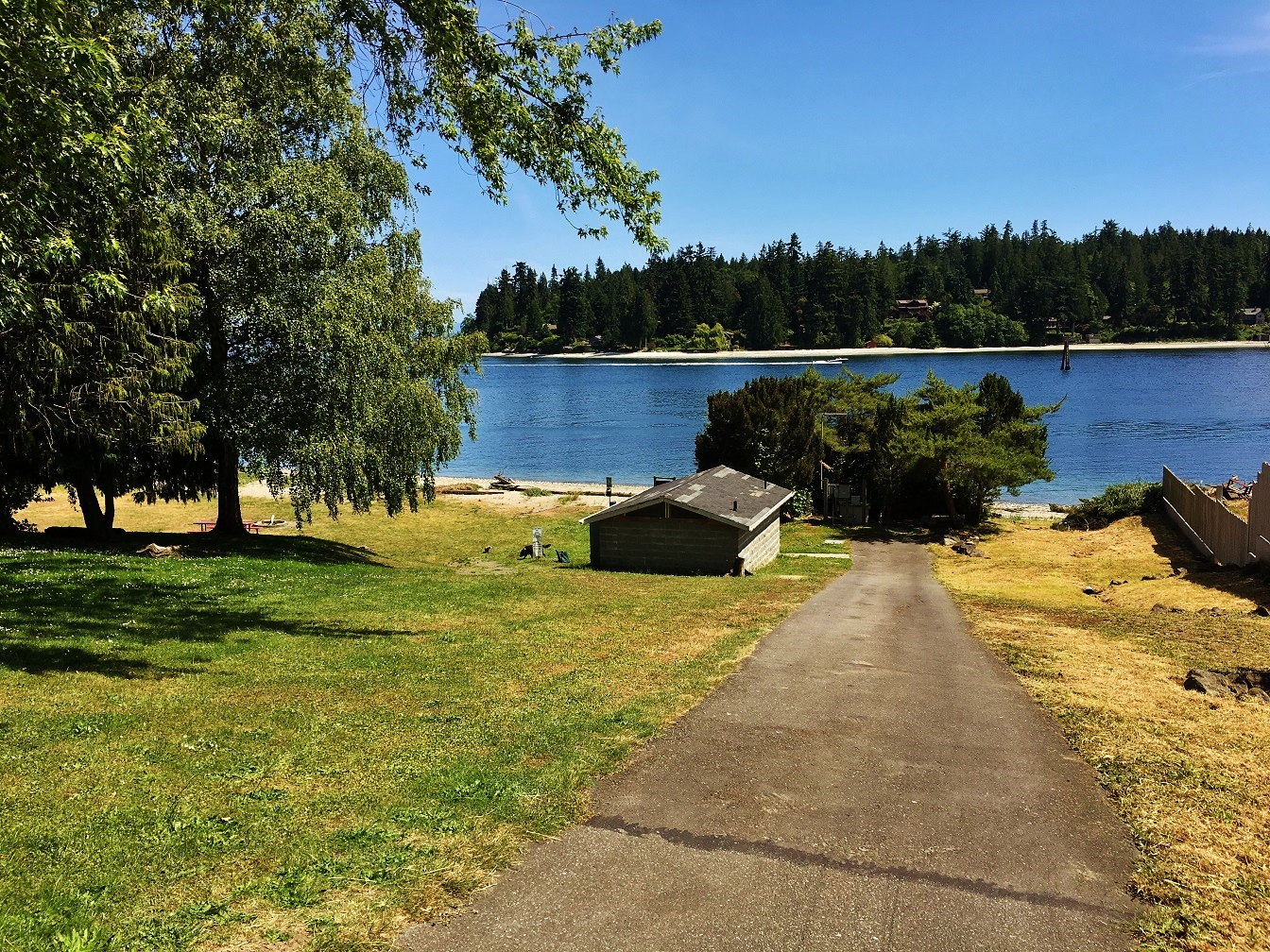
Casa del Anciano "Old Man House", Suquamish, Washington

La Casa del Anciano o Old Man House era la mayor casa alargada del Puget Sound. Situada en eistal centro de la ciudad de invierno Suquamish en el Paso de Agate, justo al sur de la actual Suquamish, Washington, era la casa del Jefe Sealth y el Jefe Kitsap.
El nombre del sitio en Lushootseed eras D'Suq'Wub, que significa "agua salada limpia", y es la fuente del nombre del pueblo Suquamish. El apodo ""Old Man House" (Casa del anciano en inglés) viene de la palabra de la Jerga Chinook "oleman", que significa "viejo, desgastado".
Investigaciones arqueológicas han revelado que el lugar de la aldea fue ocupado por al menos 2000 años. Los relatos varían en cuanto a cuando fue construida la propia casa alargada; muchas fuentes indican que fue levantada a finales del siglo XVIII o principios de XIX, pero podría haber sido construida con anterioridad. La información sobre la longitud de la "Casa del Anciano" también varían, indicando una longitud de entre 180 y 300 metros (600-1000 pies).
Los terrenos alrededor de la Casa del Anciano fueron retenidos por la tribu de los Suquamish después del Tratado de Point Elliott que fue firmado en 1855, convirtiéndose en la Reserva India de Port Madison. No obstante, la casa alargada fue quemada por el gobierno estadounidense en 1870, tras la muerte de Sealth. Su destrucción pretendía animar a los Suquamish a que se esparcieran a lo largo de la reserva y se dedicasen a la agricultura y ganadería. En 1886 el gobierno federal dividió la reserva en parcelas que fueron asignadas a familias Suquamish individuales.
En 1904 el Departamento de Guerra de Estados Unidos adquirió terrenos en el Paso de Ágata, incluyendo el lugar de la Casa del Anciano, para construir fortificaciones con el fin de proteger los nuevos astilleros navales en Bremerton. El lugar de la aldea tuvo que ser trasladado, y la tribu perdió gran parte de su acceso al agua. Las fortificaciones nunca fueron construidas, y las tierras compradas por los militares fueron vendidas finalmente en 1937 a un desarrollador privado y divididas para casas de vacaciones.
En 1950, el Departamento de Parques y Recreación de Washington compró un acre en la zona ribereña donde la Casa del Anciano había ocupado una vez su lugar y lo convirtió en un parque estatal. El parque fue devuelto a la tribu Suquamish el 2 de agosto de 2004.